# 黒田職隆

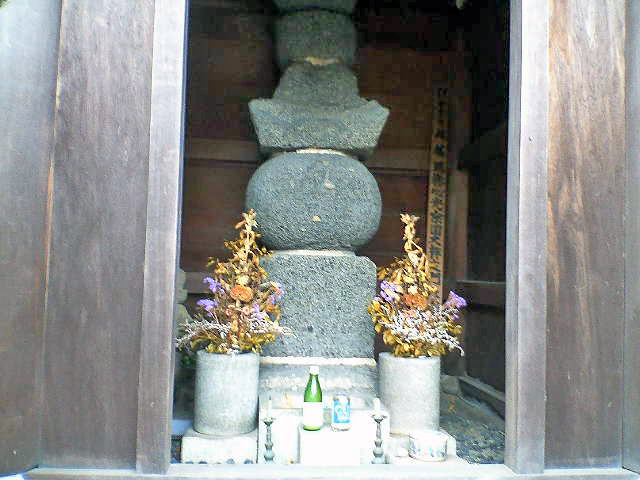
姫路市妻鹿にある黒田職隆の墓

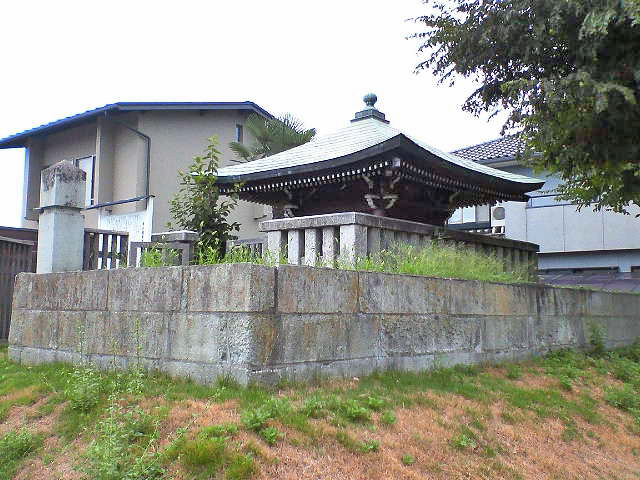
黒田職隆の墓所全景

黒田 職隆（くろだ もとたか）は、戦国時代から安土桃山時代の武将。子に黒田孝高などがいる。号は宗円。

## 生涯
大永4年（1524年）、黒田重隆の子として備前国邑久郡福岡（現在の岡山県瀬戸内市）にて生まれたと伝わる。初名は満隆（みつたか）。妻は小寺氏の養女で明石正風の娘、後妻または側室として母里氏、神吉氏がいた。
播磨国御着城主の小寺政職に仕え、天文12年（1543年）には政職の敵であった香山重道を討ち取った。それらの功績から天文14年（1545年）、政職の養女を娶って家老に列せられると共に、小寺の姓氏と偏諱（「職」の1字）を与えられて小寺職隆と名乗り（異説あり）、播磨姫路城の城代になった。職隆は百間長屋を建てて貧しい者や下級武士、職人、行商人などを住まわせるなどして、配下に組み入れたり情報収集の場所としていた。
永禄7年（1564年）には、浦上政宗の二男・浦上清宗と自分の娘（官兵衛の妹）の婚姻を実現させた。1月11日の婚礼当日、父・重隆のかつての主である赤松政秀の奇襲で浦上親子と娘が殺害され、職隆は政秀と対立したといわれている。永禄10年（1567年）、子の孝高に、家督と小寺家の家老職を譲り、自身は姫路城の南東に位置する国府山城（こうやまじょう）に隠居した。
永禄12年（1569年）、かねてより対立していた赤松政秀が、足利義昭を擁する織田信長に属した池田勝正と別所安治の支援を受け、3,000の兵を率いて姫路城に攻め込んで来た。迎撃に出るも実弟の井手友氏などを失い危機に陥っていた子・孝高救援のために自身も出馬して勝利に貢献した（青山・土器山の戦い）。
その後、主君の小寺政職は織田氏に与するが、天正6年（1578年）に摂津有岡城主・荒木村重の謀反に呼応する向きを見せた。孝高は村重を説得するために有岡城に乗り込んだが失敗し、捕縛され牢に入れられた。孝高が幽閉され音信不通になってしまった事で黒田氏は当主不在となったが、この時、孝高の重臣7名が連署で主が不在の間は職隆の命に従う事を誓った書状を職隆に宛てて送っている。こうした要請に応じて職隆は孝高が救出されるまでの間、黒田家当主の座に復帰し、織田氏から離反した小寺氏には与さず織田氏に変わらず味方する姿勢を示した。天正8年（1580年）、荒木村重の謀反鎮圧に伴い小寺政職が逃亡すると、その子・氏職を密かに引き取って養育していたという。その清廉で忠義一徹なところを羽柴秀吉にも賞賛され、後に姫路城の留守居を任された。
天正13年（1585年）8月22日、62歳で死去した。播磨国飾東郡妻鹿村に葬られる。

## 没後
天明3年（1783年）10月、第9代福岡藩主・黒田斉隆治世の時、墓所の発見が姫路の心光寺の僧・入誉上人より福岡藩黒田家に言上され、新たに玉垣を廻らし墓所が整備された。墓所は地元の人々によって代々守られ、「ちくぜんさん」の愛称で呼ばれる。現在は姫路市指定文化財の史跡『黒田職隆廟所』になっている。
また、福岡市の光雲神社の摂社、堅盤神社に四神の一柱として奉じられ祀られている。なお筑前福岡藩主となった黒田家が、最初に「百年忌法要」を行った（貞享元年）事がわかる人物である。

## 系譜
- 正室：明石氏（天文元年（1532年） - 永禄2年11月28日（1560年1月5日）） - 明石正風の娘、小寺氏[注 3]の養女[9]
  - 長男：黒田孝高
  - 次男：黒田利高
  - 長女：香山妙春（実名不詳、弘治元年（1555年） - 寛永3年3月15日（1626年4月11日）） - 英賀城主三木通秋家臣・三木清閑（惣兵衛）の妻[16]。黒田政家の母
  - 次女：秋山妙円（実名不詳、弘治2年（1556年） - 元和4年3月28日（1618年4月23日）） - 黒田家臣尾上武則の妻[16]
- 継室：神吉氏（生年不詳 - 天正10年2月9日（1582年3月13日））
  - 三男：黒田利則
- 側室：母里氏[4]（生没年不詳）
  - 四男：黒田直之
  - 三女：心誉春勢（実名不詳、永禄2年（1559年） - 元和3年8月8日（1617年9月7日）） - 一柳直末の妻[16]。のち黒田家臣伊藤是庵に再嫁。
- その他
  - 室津城主浦上氏に嫁いだ娘がいたという説もある[11][5]。
    - 『備前軍記』によると、永禄7年（1564年）黒田氏の娘が室津城主・浦上政宗の嫡男・清宗に嫁いだが、婚礼の夜に赤松晴政が奇襲をかけ、政宗・清宗は討死したとされる。新婦は清宗の弟である誠宗に再嫁して久松丸を生んだといい、久松丸は晴政に預けられたという。
    - 『播磨鑑』でも類似の話があるが、室津城主を浦上村宗、新郎を浦上宗景、攻め手を赤松政秀としており、新婦は死亡し、宗景は備前に遁走したとしている。室津城主を村宗とするなど明らかに事実と違う内容である。なお新婦の出自についての記載はない。
    - 『備前軍記』の説をベースとして、久松丸が赤松晴政の元にいた事を勘案し、浦上氏を政宗・清宗、攻め手を赤松政秀と考える向きもある[17]。

## 関連作品
テレビドラマ
- 戦国疾風伝 二人の軍師 秀吉に天下を獲らせた男たち（2011年、新春ワイド時代劇、演：橋爪功）
- 軍師官兵衛（2014年、NHK大河ドラマ、演：柴田恭兵）